# Abdul Aziz al-Hakim

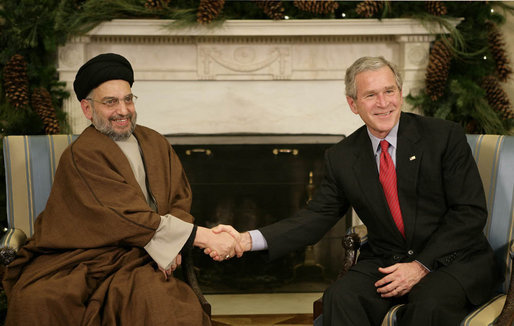
al-Hakim i möte med George W. Bush.

Abdul Aziz al-Hakim (arabiska: سید عبد العزيز الحكيم), född 1953, död 26 augusti 2009, var en irakisk teolog och politiker, och ledare för det politiska partiet Supreme Islamic Iraqi Council, som är det största partiet i Iraks valda församling.
Han var medlem av det av USA utsedda Iraks regerande råd, och var dess president i december 2003. Han var bror till shia-ledaren ayatollah Mohammed Baqir al-Hakim, och tog över efter honom som ledare för partiet, då Mohammed Baqir dödades i ett attentat i Najaf i augusti 2003.